# Gino Campese
Gino Campese (Napoli, 21 marzo 1914 – Napoli, 12 settembre 1973) è stato un pianista, compositore e direttore d'orchestra italiano.
Ha composto musiche per film, canzoni napoletane, diretto concerti di musica classica e spettacoli di vario genere. 

## Biografia
Studiò al Conservatorio di San Pietro a Majella di Napoli diplomandosi in pianoforte.

## Carriera
Iniziò a eseguire commenti musicali a pianoforte per spettacoli cinematografici all'età di dodici anni. Durante il periodo della guerra gli fu assegnato il compito di organizzare e dirigere un'orchestra per allietare il morale delle truppe impegnate nel conflitto (orchestra meloritmica Siena del 31º reggimento di Fanteria). Tra gli orchestrali figurava anche il percussionista Gegè Di Giacomo. Nel gennaio 1939 fu assunto presso il Teatro di San Carlo di Napoli in qualità di Maestro sostituto concertatore. Dal 20 febbraio 1945 al 31 agosto 1948 fu invitato da Radio Napoli (EIAR a Pizzofalcone) a formare e dirigere un'orchestra di musica varia (orchestra Melodie del Golfo), successivamente trasformata in orchestra d'archi, eseguendo melodie italiane e napoletane. La sigla di tale trasmissione era la canzone da lui composta, Sunnanno a Pusilleco, con versi di Salvatore Di Costanzo. Nel 1949, pur continuando a scrivere canzoni, passò alla direzione musicale di palcoscenico del Teatro di San Carlo, compito affidatogli dal sovrintendente Gr. Uff. Pasquale Di Costanzo, dove fu stimato da direttori come Gianandrea Gavazzeni, Ildebrando Pizzetti, Gabriele Santini, e Carlo Zecchi. 
Campese musicò le canzoni scritte da Salvatore Di Costanzo, fratello di Pasquale. 
Negli anni cinquanta fu incaricato di intraprendere un insegnamento straordinario di "Avviamento al Teatro Lirico" presso il Conservatorio di San Pietro a Majella di Napoli.

## Filmografia
- Catene, regia di Raffaello Matarazzo (1949)
- Tormento, regia di Raffaello Matarazzo (1950)

## Programmi radiofonici RAI
- Nel Bazar della rivista, di Federico Fellini e Ruggero Maccari, orchestra diretta da Gino Campese, trasmessa lunedì 26 dicembre 1945, nel primo programma alle ore 21:35.

| Controllo di autorità | VIAF (EN) 87245302 · SBN CFIV031436 · BNE (ES) XX1519660 (data) |